# Кшижик-Іловський
Кшижик-Іловський (пол. Krzyżyk Iłowski) — село в Польщі, у гміні Ілув Сохачевського повіту Мазовецького воєводства.
Населення — 94 особи (2011).
У 1975-1998 роках село належало до Плоцького воєводства.

## Демографія
Демографічна структура станом на 31 березня 2011 року:
|          | Загалом | Допрацездатний вік | Працездатний вік | Постпрацездатний вік |
| -------- | ------- | ------------------ | ---------------- | -------------------- |
| Чоловіки | 44      | 9                  | 30               | 5                    |
| Жінки    | 50      | 8                  | 29               | 13                   |
| Разом    | 94      | 17                 | 59               | 18                   |